# رئيس أركان البحرية
أمير البحر الأول أو رئيس الأركان البحرية (1SL / CNS)  هو رئيس البحرية الملكية البريطانية وكافة فروعها. في الأصل كان اللقب هو اللورد البحري الأكبر إلى مجلس الأميرالية عندما تم إنشاء المنصب في عام 1689.  ثم أعيد تسميته من صاحب المكتب إلى أول لورد البحر الأول منذ عام 1771.  مفهوم "اللورد البحري الأول المحترف". "تم تقديمه في عام 1805  وتم تغيير لقب اللورد البحري الأول إلى" لورد البحر الأول "بناءً على تعيين السير جون فيشر في عام 1904. منذ عام 1923 فصاعدًا، كان لورد البحر الأول عضوًا في لجنة رؤساء الأركان؛ وهو الآن عضو في مجلس الدفاع ومجلس الأميرالية .
لورد البحر الأول الحالي هو الأدميرال توني رادكين (تم تعيينه في يونيو 2019). أعتبرت منذ عام 2012 سفينة البحر الأولى بقيادة اللورد هوراشيو نيلسون هي سفينة أتش أم أس فيكتوري.

## اقتباسات
1. ↑  Organisation: How the Royal Navy is Managed Ministry of Defence نسخة محفوظة 3 أغسطس 2017 على موقع واي باك مشين.
2. ↑  The Navy List, 1992, corrected to 31 March 1992, pub HMSO, ISSN 0141-6081 pages 4-5.

The Navy List, 2008, compiled 3 September 2008, pub TSO, (ردمك 978-0-11-773081-6) pages 4-5.
3. 1 2  Rodger 1979.
4. ↑  Thomas 1988.
5. ↑  MoD Website: people - First Sea Lord and Chief of Naval Staff, accessed 23 July 2013 نسخة محفوظة 22 نوفمبر 2012 على موقع واي باك مشين.
6. ↑  "Royal Navy appoints new First Sea Lord". www.royalnavy.mod.uk (بالإنجليزية). 19 Jun 2019. Archived from the original on 2019-07-06. Retrieved 2019-06-19.
7. ↑  HMS Victory handed to First Sea Lord in Portsmouth, BBC News, 10 October 2012, accessed 8 October 2016 نسخة محفوظة 6 مارس 2019 على موقع واي باك مشين.